# Meike Ziervogel
Meike Ziervogel (* 1967) ist eine in London lebende Autorin, Verlegerin und Journalistin.

## Leben
Meike Ziervogel wuchs in Norddeutschland auf. Heute lebt sie in London. Sie hat Arabische Sprache und Literatur studiert und im Anschluss als Journalistin gearbeitet, u. a. für Reuters (London) und die Agence France-Presse (Paris). Seit 2008 ist sie als Verlegerin bei Peirene Press tätig.
2013 hat sie ihren Debütroman Magda veröffentlicht, eine (fiktionalisierte) Romanbiografie von Magda Goebbels, der Ehefrau von Joseph Goebbels. Der Roman wurde 2013 in die Listen der Books of the Year (Bücher des Jahres) der Irish Times und des Observer aufgenommen. Magda wurde von Martin Thomas Pesl ins Deutsche übersetzt. Der Roman erschien im Februar 2015 bei der Edition Atelier, Wien. Außerdem wurde der Roman ins Polnische übersetzt. In Polen war der Roman im Januar 2015 auf Platz 6 der nationalen Bestsellerliste. 2014 veröffentlichte Ziervogel mit Clara’s Daughter erneut einen Roman.

## Werke
- Magda. Salt 2013. Übersetzungen auf Deutsch und Polnisch.
- Clara's Daughter. Salt 2014.

## Auszeichnungen (Auszug)
- Irish Times Books of the Year, 2013
- Observer Books of the Year, 2013
- Guardian Readers’ Books of the Year, 2013
- Guardian’s Not the Booker Prize, 2013 (Shortlist)[4]